# Atemi
Pour les articles homonymes, voir Atémi (périodique).
Un atemi (当身, あてみ) est dans les budō (arts martiaux japonais) un coup porté sans arme à une partie vitale. Il s'agit de coups portés avec le poing, le pied ou encore avec le tranchant de la main. Le terme atemi waza, 当身技 (あてみわざ, littéralement « technique d’atemi ») désigne les techniques d’atemi.
Dans la vision mystique médiévale, les atemi permettaient de perturber le ki (l'énergie vitale) de l'adversaire, comme une sorte d'acuponcture à but martial. Les atemi sont souvent accompagnés d'un kiai, un cri correspondant à une extension du ki de la personne qui frappe.
Les atemi sont utilisés au karaté, en ju-jitsu, en aïkido, en yoseikan budō et initialement dans le judo et en ki shin taï jutsu.

## Ude ate waza: techniques de bras et de mains

### Shomen uchi(正面打ち)
L'attaquant tente de frapper le sommet de la tête de l'adversaire avec le tranchant de la main (men désignant le visage). La main doit monter et descendre sur l'axe médian du corps, et le coup doit tomber avec l'idée de trancher l'adversaire jusqu'au bassin, comme dans une coupe de sabre.
Lorsque la position de départ est une garde hanmi — on présente la moitié du corps, un côté (hanche, bras et jambe) est en retrait par rapport à l'autre — l'attaque se fait en avançant la jambe et le bras arrière (attaque sur un pas). Mais il est aussi possible de réaliser cette attaque à partir du côté avant, avec un pas glissé. En aïkido, dans les deux cas, tori (le destinataire de l'attaque) s'arrange pour que la position finale soit  ai hanmi : si tori a le pied droit en avant, aite aussi, ce qui permet de réaliser le mouvement.
Lorsque l'attaquant lève le bras pour armer le coup, il crée une ouverture dans sa garde. Le bras doit donc monter sur l'axe médian afin de protéger le visage contre une contre-attaque. Lorsque l'attaque se fait sur un pas, le bras doit descendre au moment où la jambe avance, afin de ne pas s'approcher de l'adversaire avec sa garde ouverte.
Si l'attaque se fait avec un tantō (couteau-sabre), celui-ci est tourné tranchant vers le bas.
La frappe shomen est également un mouvement de sabre (voir kendo et kenjutsu).

### Yokomen uchi(横面打ち)
L'attaquant tente de frapper la tempe de l'adversaire avec le tranchant de la main en utilisant toute l'allonge du bras (la tempe gauche est ainsi attaquée avec le bras droit et inversement). La main monte sur l'axe médian du corps, ce qui permet de protéger le visage contre une contre-attaque, et de cacher son intention à l'adversaire qui ne sait pas si l'on va porter un yokomen uchi ou un shomen uchi. Dès le début de la descente, l'attaquant imprime une trajectoire de biais à la main par un mouvement des hanches.
Lorsque cette attaque se fait avec un tantō, celui-ci est tourné tranchant vers le bas.
Le mouvement équivalent au sabre est la coupe kesa giri.

### Sokumen uchi(側面打ち)
Comme dans yokomenuchi, il s'agit de frapper la tempe, mais en croisant le bras (ainsi le bras droit frappe la tempe droite).

### Tsuki

#### Chūdan tsuki(中段突き)
Il s'agit d'un coup de poing direct dirigé vers l'abdomen de l'adversaire, avec l'idée de le traverser (on ne retire donc pas immédiatement le poing). Le coup est accompagné d'un déplacement de tout le corps vers l'avant. Au karaté, le coup est armé (le poing est reculé au niveau du torse, en supination) puis porté avec une rotation du poing (la frappe se fait en pronation).
Dans d'autres arts martiaux, il peut être porté non armé, le bras partant à la verticale et décrivant un quart de cercle vers l'abdomen, sans rotation du poignet. C'est notamment le cas lorsque l'attaque se fait avec un tantō : au départ, le bras est le long du corps afin de cacher le tantō derrière la cuisse, et le tranchant est tourné vers le haut, le mouvement étant une coupe de bas en haut.
Tsuki est également un mouvement de sabre, mais qui se fait différemment ; il s'agit d'un coup d'estoc, en partant d'une garde seigan no gamae (sabre pointant devant).

#### Jodan tsuki(上段突き)
C'est un coup de poing dirigé vers la trachée de l'adversaire. Contrairement à un uppercut, il ne vise pas le menton. De ce fait, le coup est porté selon un demi-cercle plutôt que de selon une verticale, et le bras arrive à l'impact en extension.

## Ashi ate waza: techniques de pieds et de jambes

### Mae geri(前蹴り)
Il s'agit d'un coup de pied de front direct vers l'abdomen de l'adversaire.
Deux variantes :
- Mae geri keage : coup de pied direct fouetté.
- Mae geri kekomi : coup de pied pénétrant.

Description du mouvement : le combattant est en position de garde. Il lève le genou de sa jambe arrière devant lui. Il s'agit de la préparation du coup. Ensuite le coup part en dépliant le genou. Le combattant doit être en mesure d'en enchaîner plusieurs sans poser le pied à terre. Il s'agit d'une question d'équilibre, ce qui est très important.

### Mawashi geri(回し蹴り)
C'est un coup de pied circulaire.
Le combattant en position de garde va pivoter son bassin vers la droite ou vers la gauche, puis lever le genou droit ou gauche. Ensuite, il détend la jambe pour frapper son adversaire avec la partie intérieure du pied. Ce coup de pied peut être donné au genou (mawashi geri gedan), dans les côtes (mawashi geri chudan) ou au visage (mawashi geri jodan). C'est un coup de pied très puissant et très utile notamment dans les combats du karaté traditionnel.

### Yoko geri
- Yoko geri keage : coup de pied latéral fouetté.
- Yoko geri kekomi : coup de pied latéral pénétrant.

Il faut pivoter son bassin, tourner légèrement son pied avant puis ramener son genou arrière près de son flanc et donner un coup à l'horizontale au niveau des côtes de l'adversaire. Ce coup de pied est extrêmement efficace et peut être utilisé pour « casser » l'adversaire en deux, ou pour le repousser.